# Гавана-дель-Эсте
Гавана-дель-Эсте (исп. Habana del Este) — один из 15 муниципалитетов Гаваны, жилой район в восточной части Гаваны.

## История
Проектирование нового района кубинской столицы началось в марте 1959 года, в разработке проекта (руководителем которого являлся архитектор Р. Карранса) участвовали кубинские архитекторы Р. Карранса, Р. Эстевес, Э. Родригес, У. Д’Акоста, М. Альварес, М. Гонсалес, Ф. Салинас и Р. Ромеро.
Строительные работы начались в апреле 1959 года.
В 1962 году было завершено строительство микрорайона № 1 и началось заселение района.
По состоянию на начало 1980 года Гавана-дель-Эсте представлял собой комплексный жилой район на наветренной стороне залива, который был связан с центром и индустриальными районами города автострадой и туннелем под проливом. В 1983 году прибрежная дорога к Гавана-дель-Эсте была реконструирована.